# دیوردی‌تارلو
دیوردی‌تارلو (به مجاری:  Györgytarló) یک شهرداری در مجارستان است که در ناحیه شاروش‌پاتاک واقع شده‌است. دیوردی‌تارلو ۳۰٫۱۹ کیلومتر مربع مساحت و ۵۹۳ نفر جمعیت دارد.